# Fideuà

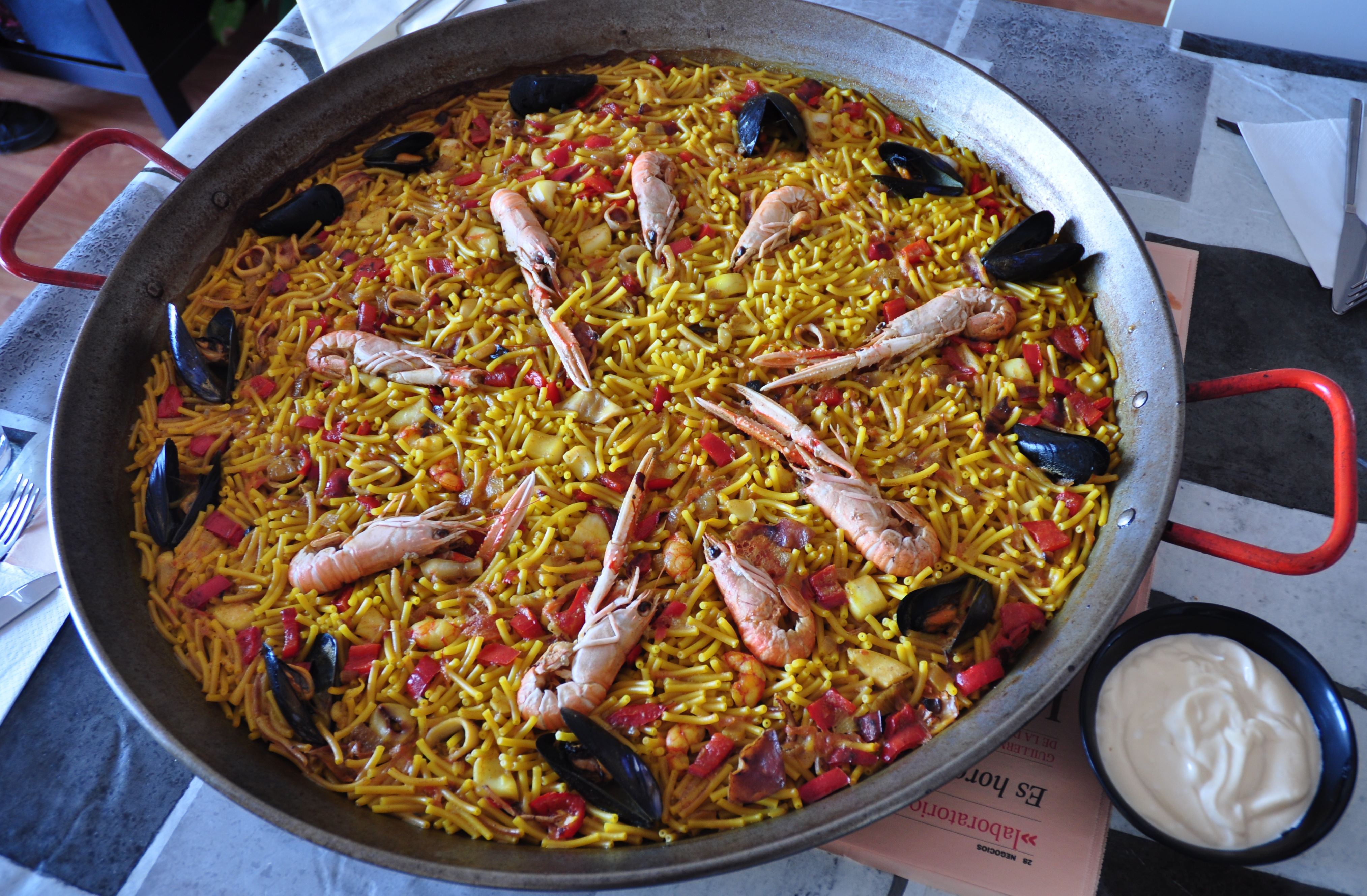
Fideuà

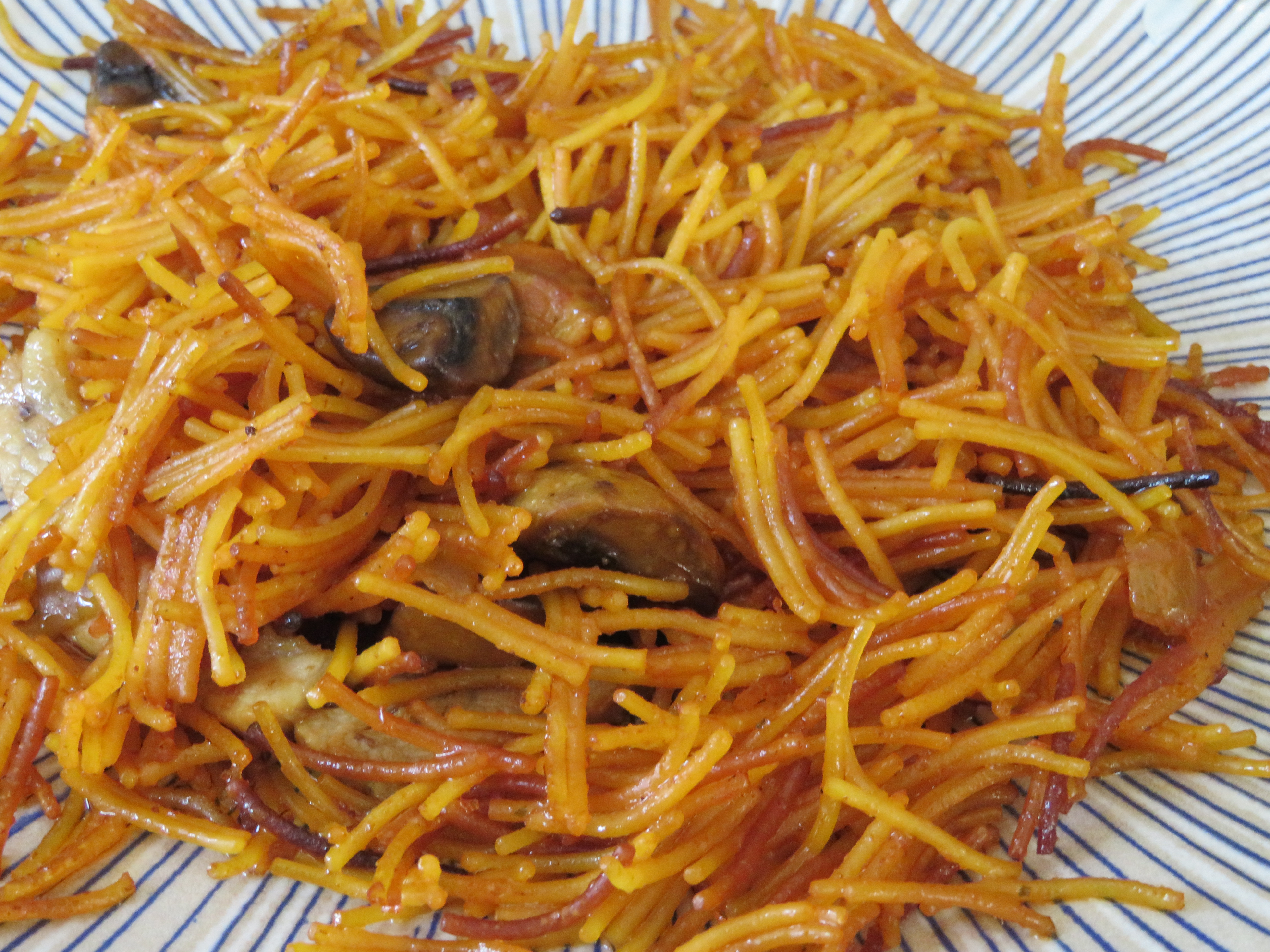
Fideuà grzybowa

Fideuà – potrawa kuchni hiszpańskiej, odmiana paelli, w której zamiast ryżu wykorzystuje się krótki makaron fideo. O ile jednak paella może zawierać różne dodatki, o tyle fideuà zawsze przygotowywana jest z owoców morza. 
Danie wywodzi się z Walencji, a jego stworzenie przypisuje się tamtejszym rybakom; miał to być sposób na zużycie owoców morza, których nie spodziewali się sprzedać oraz przygotowanie paelli w sytuacji, w której nie mieli ze sobą ryżu.

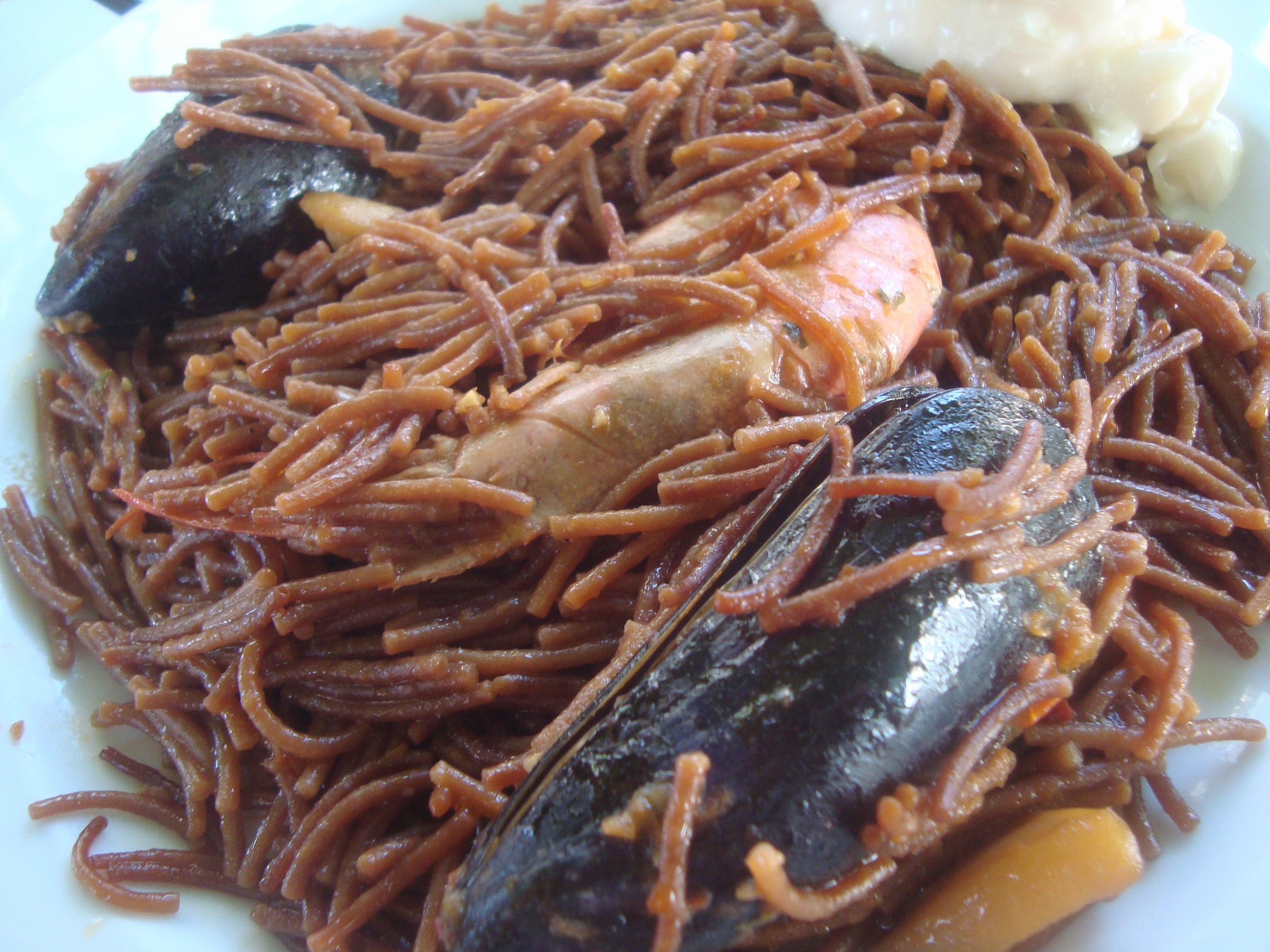
Fideuà ryba i owoce morza

Potrawę podaje się z sosem alioli. Często podawane jest na niedzielny obiad.